# تطبيقات استرجاع المعلومات
المجالات التي تستخدم فيها تقنيات استرجاع المعلومات، (بالإنجليزية: Information retrieval applications)‏، تتضمن الاتي (الترتيب على أساس هجائي داخل كل فئة):

## تطبيقات عامة لاسترجاع المعلومات
- المكتبات الرقمية
- تصفية المعلومات
  - نظم التوصية
- البحث في الوسائط
  - البحث في بلوج
  - استرجاع الصور
  - استرجاع الموسيقى
  - البحث في الأخبار
  - استرجاع المحادثات
  - استرجاع الفيديو
- محركات البحث
  - البحث في سطح المكتب
  - البحث المؤسسي
  - البحث المتحد
  - بحث الهاتف النقال
  - البحث الاجتماعي
  - البحث في شبكة الانترنت

## تطبيقات خاصة بمجالات معينة
- البحث الخبير
- استرجاع المعلومات الجينية
- استرجاع المعلومات الجغرافية
- استرجاع المعلومات للتركيبات الكيميائية
- استرجاع المعلومات في هندسة البرمجيات
- استرجاع المعلومات القانونية
- البحث الرأسي

## طرق الاسترجاع الأخرى
الأساليب/التقنيات التي تم استخدام استرجاع المعلومات فيها كأداة:
- استرجاع المعلومات التنافسية
- التلخيص التلقائي
- معالجة المصطلحات المركبة
- الاسترجاع متاقطع اللغة
- تصنيف الوثائق
- تصفية البريد المزعج
- إجابة الاسئلة